# Tert-Butyllithi
tert-Butyllithi là một hợp chất cơ kim có công thức hóa học là (CH3)3CLi, công thức phân tử là C4H9Li (giống như n-butyllithi). Là một hợp chất hữu cơ, nó có các ứng dụng trong tổng hợp hữu cơ vì nó là một siêu base, có khả năng khử carbon nhiều phân tử, bao gồm cả benzen. t-Butyllithi có bán trên thị trường dưới dạng dung dịch hydrocarbon, nó thường không được chuẩn bị trong phòng thí nghiệm. Sự tổng hợp của nó được Robert Burns Woodward báo cáo lần đầu tiên vào năm 1941.

## Cấu trúc và liên kết
Giống như các hợp chất hữu cơ khác, t-butyllithi là một cụm. Trong khi n-butyllithi tồn tại dưới dạng hexamer và tetramer, t-Butyllithi tồn tại dưới dạng tetramer với cấu trúc cuban. Liên kết trong các cụm hữu cơ lithi liên quan đến sự phân định vị trí sigma và liên kết Li-Li đáng kể.
Liên kết lithi-carbon trong t-butyllithi phân cực cao, có khoảng 40% đặc tính ion. Phân tử phản ứng giống như một carbanion, như được biểu diễn bởi hai cấu trúc cộng hưởng này. (Với các tính toán về độ phân cực trên liên kết C-Li, cấu trúc "thực" của một phân tử t-butyllithi đơn lẻ có thể là giá trị gần trung bình của hai chất góp phần cộng hưởng được chỉ ra, trong đó nguyên tử carbon trung tâm có ≈ 50% điện tích âm một phần trong khi nguyên tử lithi có ≈ 50% điện tích dương một phần).

## Tính chất hóa học
Tương tự như n-butyllithi, t-butyllithi có thể được sử dụng để trao đổi lithi với các halogen và để khử amin và các hợp chất C-H được hoạt hóa.
Hợp chất này và các hợp chất alkyllithi khác được biết là phản ứng với dung môi ether, các chu kỳ bán rã của t-butyllithi là 60 phút ở 0°C trong diethyl ether, 40 phút ở -20°C trong tetrahydrofuran (THF), và khoảng 11 phút ở -70°C trong dimethoxyethane. Trong ví dụ này, phản ứng của t-butyllithi với tetrahydrofuran (THF) được hiển thị:
Để giảm thiểu sự phân huỷ bởi các dung môi này, các phản ứng liên quan đến t-butyllithi thường được tiến hành ở nhiệt độ rất thấp trong các dung môi đặc biệt, chẳng hạn như hỗn hợp dung môi Trapp.

## An toàn
t-butyllithi là một hợp chất pyrophoric, có nghĩa là nó dễ bắt lửa khi tiếp xúc với không khí. (Định nghĩa chính xác về vật liệu pyrophoric là vật liệu "tự bốc cháy trong không khí ở nhiệt độ thấp hơn 54,55°C (130,19°F)"). Các dung môi được sử dụng trong các chế phẩm thương mại thông thường tự chúng dễ cháy. Mặc dù có thể làm việc với hợp chất này bằng cách sử dụng truyền ống cannula, nhưng dấu vết của t-butyllithi ở đầu kim hoặc ống thông có thể bắt lửa và làm tắc ống thông bằng các muối lithi. Trong khi một số nhà nghiên cứu coi hiệu ứng "ánh sáng hoa tiêu" này như một dấu hiệu cho thấy sản phẩm "tươi" và không bị biến chất do thời gian hoặc bảo quản/xử lý không đúng cách, những nhà nghiên cứu khác lại thích bọc đầu kim hoặc ống thông trong một ống thủy tinh ngắn, đó là rửa bằng khí trơ và bịt kín ở mỗi đầu bằng vách ngăn. Tai nạn phòng thí nghiệm nghiêm trọng liên quan đến t-butyllithi đã xảy ra. Ví dụ, vào năm 2008, một trợ lý nghiên cứu của nhân viên, Sheharbano Sangji, trong phòng thí nghiệm của Patrick Harran tại Đại học California, Los Angeles, đã chết sau khi bị bỏng nặng do ngọn lửa bốc cháy bởi t-butyllithi.

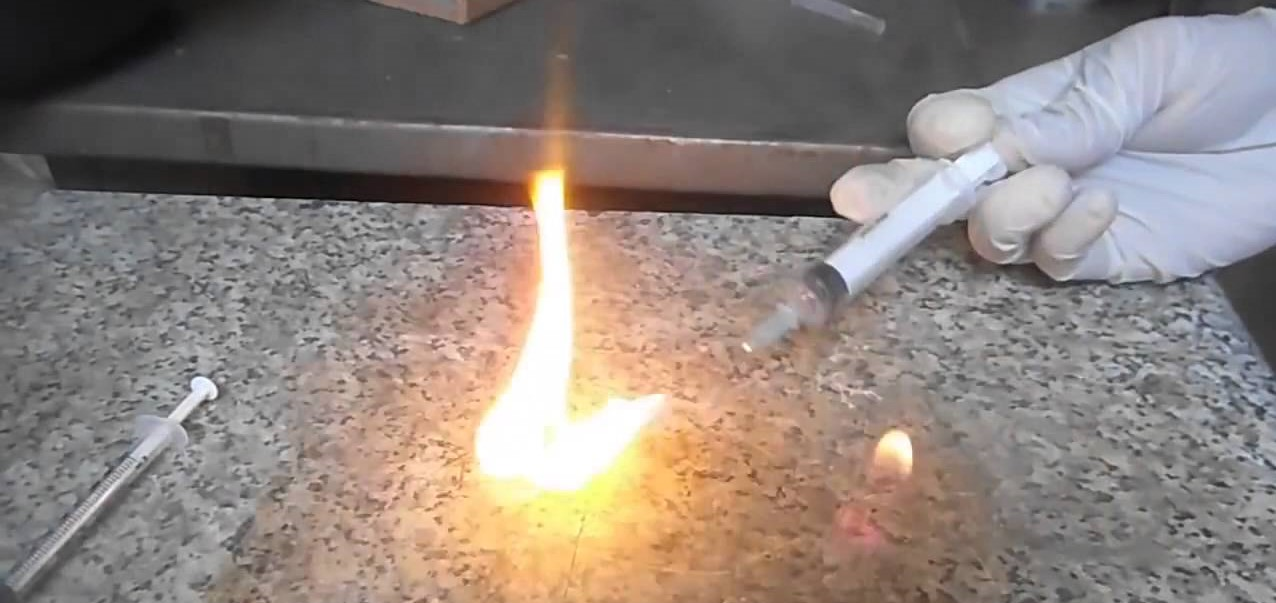
t-Butyllithi tự bốc cháy trong không khí

Các phản ứng quy mô lớn có thể dẫn đến phản ứng cháy và nổ khi t-butyllithi được trộn với các ether như dietyl ete và tetrahydrofuran. Việc sử dụng dung môi hydrocarbon có thể được ưu tiên hơn.
Các kỹ thuật không có không khí rất quan trọng để ngăn hợp chất này phản ứng dữ dội với oxy và hơi ẩm trong không khí:
t-BuLi + O2 → t-BuOOLi
t-BuLi + H2O → t-BuH + LiOH